# Ménetreuil
 (juin 2009).
Si vous disposez d'ouvrages ou d'articles de référence ou si vous connaissez des sites web de qualité traitant du thème abordé ici, merci de compléter l'article en donnant les références utiles à sa vérifiabilité et en les liant à la section « Notes et références ».
Ménetreuil est une commune française située dans le département de Saône-et-Loire, en région Bourgogne-Franche-Comté.

## Géographie

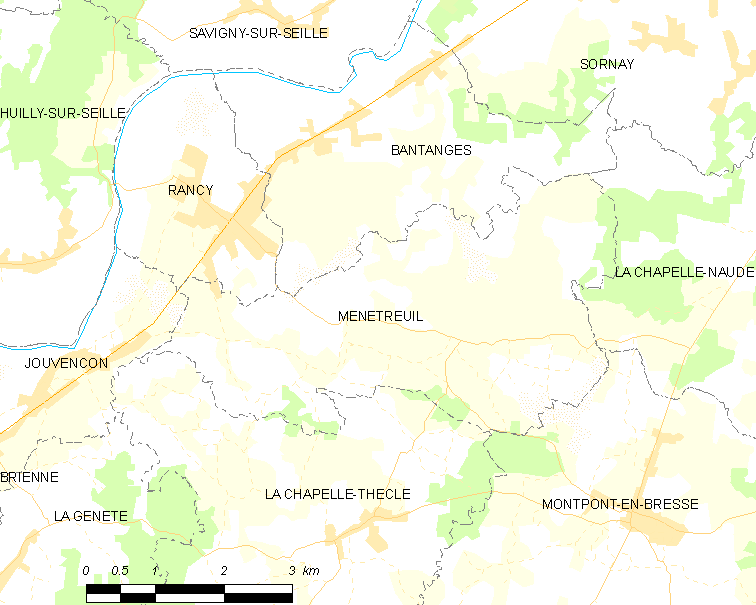
Carte de Ménetreuil et de ses alentours.

Ménetreuil fait partie de la Bresse louhannaise.

### Hydrographie
La Sâne Morte conflue avec la Sâne Vive sur la commune.
On y trouve quelques étangs, dont l'étang Guichard.

### Lieux-dits et écarts
Le Champ Comtois, les Cours Barbier, les Chazeaux, le Devu, la Francillière, les Grandes Renaules, la Grande Vallée, Grange Meunier, Hautefois, la Maraude, Montjay, Montagny, Moulin de Montjay, le Perret, les Perrières, les Petites Renaules, la Planche, Varamagnien, la Vavre.

### Climat
Pour des articles plus généraux, voir Climat de la Bourgogne-Franche-Comté et Climat de Saône-et-Loire.
En 2010, le climat de la commune est de type climat océanique dégradé des plaines du Centre et du Nord, selon une étude du Centre national de la recherche scientifique s'appuyant sur une série de données couvrant la période 1971-2000. En 2020, Météo-France publie une typologie des climats de la France métropolitaine dans laquelle la commune est exposée à un climat semi-continental et est dans la région climatique Bourgogne, vallée de la Saône, caractérisée par un bon ensoleillement (1 900 h/an), un été chaud (18,5 °C), un air sec au printemps et en été et des vents faibles.
Pour la période 1971-2000, la température annuelle moyenne est de 11,4 °C, avec une amplitude thermique annuelle de 18 °C. Le cumul annuel moyen de précipitations est de 942 mm, avec 11,6 jours de précipitations en janvier et 7,7 jours en juillet. Pour la période 1991-2020, la température moyenne annuelle observée sur la station météorologique de Météo-France la plus proche, « Montpont », sur la commune de Montpont-en-Bresse à 5 km à vol d'oiseau, est de 11,8 °C et le cumul annuel moyen de précipitations est de 1 026,2 mm. 
La température maximale relevée sur cette station est de 40,3 °C, atteinte le 31 juillet 2020 ; la température minimale est de −16,5 °C, atteinte le 20 décembre 2009,,.
Les paramètres climatiques de la commune ont été estimés pour le milieu du siècle (2041-2070) selon différents scénarios d'émission de gaz à effet de serre à partir des nouvelles projections climatiques de référence DRIAS-2020. Ils sont consultables sur un site dédié publié par Météo-France en novembre 2022.

## Urbanisme

### Typologie
Au 1er janvier 2024, Ménetreuil est catégorisée commune rurale à habitat très dispersé, selon la nouvelle grille communale de densité à sept niveaux définie par l'Insee en 2022.
Elle est située hors unité urbaine et hors attraction des villes,.

### Occupation des sols
L'occupation des sols de la commune, telle qu'elle ressort de la base de données européenne d’occupation biophysique des sols Corine Land Cover (CLC), est marquée par l'importance des territoires agricoles (94,9 % en 2018), une proportion identique à celle de 1990 (94,9 %). La répartition détaillée en 2018 est la suivante : terres arables (52,2 %), prairies (35,2 %), zones agricoles hétérogènes (7,6 %), forêts (4,9 %), zones urbanisées (0,2 %). L'évolution de l’occupation des sols de la commune et de ses infrastructures peut être observée sur les différentes représentations cartographiques du territoire : la carte de Cassini (XVIIIe siècle), la carte d'état-major (1820-1866) et les cartes ou photos aériennes de l'IGN pour la période actuelle (1950 à aujourd'hui).

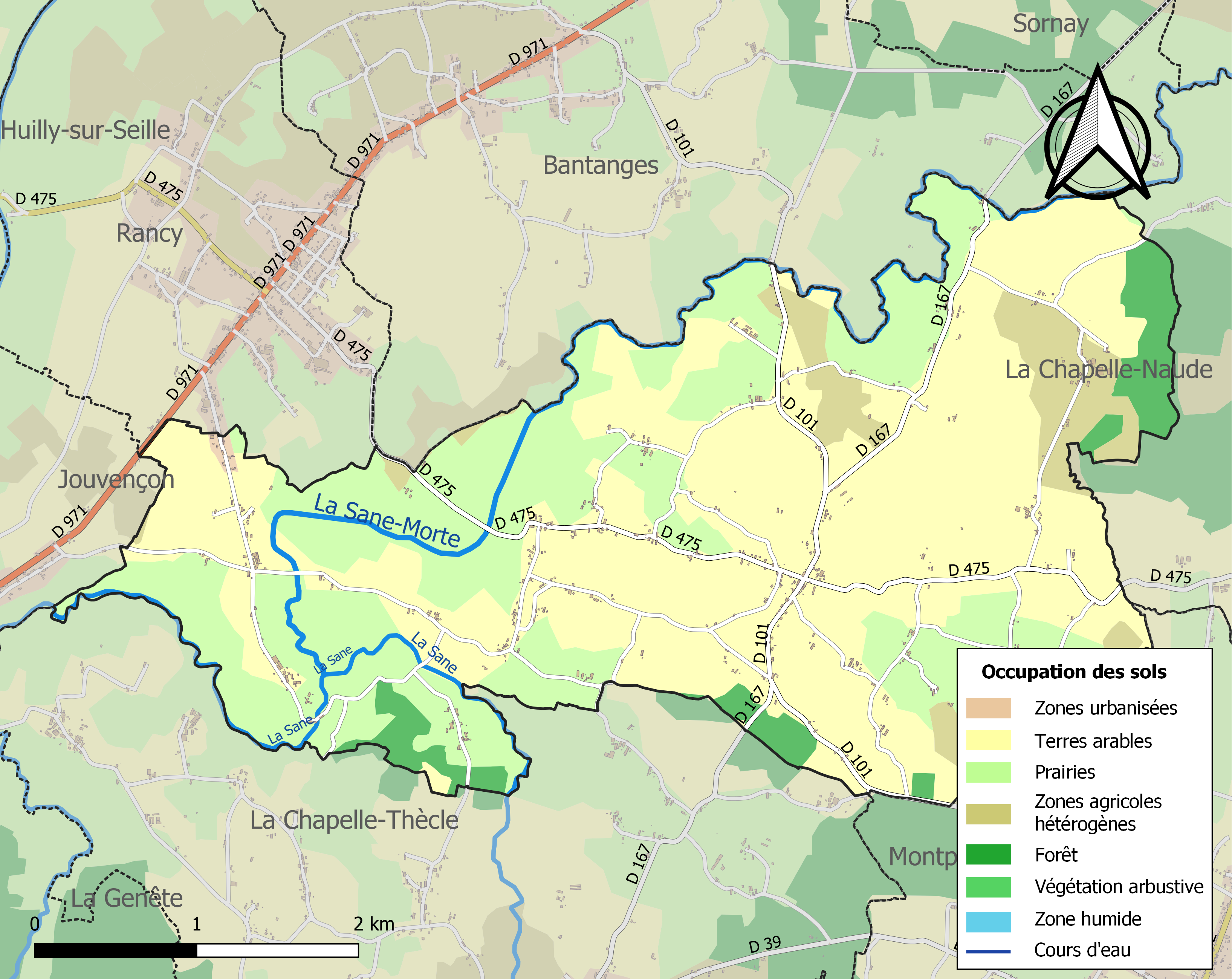
Carte des infrastructures et de l'occupation des sols de la commune en 2018 (CLC).

## Toponymie
Ménetreuil vient de « Monasteriolum », petit monastère.
Les différentes appellations de Ménetreuil au cours du temps sont :
- 1155 : « Ecclesia de Monistrolio » (Manuscrit Desroches)
- 1183 : « Monestrul »
- XIIe siècle : « Ecclesia de Monisteriolo », « Monestrel »
- XIIIe siècle : « Monestruel » (cartulaire de Savigny)
- XVe siècle : « Montestruel »
- XVIe siècle : « Menestreul »
- 1578 : « Menestreux » (Inventaire des fiefs)
- 1648 : « Monestreuil »
- 1697 : « Menestreuil »
- 1734 : « Menetreux »
- 1816-1938 : « Ménetreuil »

## Histoire

### Préhistoire et antiquité
Ménetreuil et sa région appartenait aux Séquanes dans l'antiquité, avant la conquête romaine.

### Moyen Âge et Renaissance
À partir du IXe siècle, la paroisse de Ménetreuil se développe, comme partout ailleurs dans le Louhannais. La date exacte de la fondation de l'église de Ménetreuil n'est pas vraiment connue. Une charte du XIIe siècle mentionne Ménetreuil : « Ecclesia de Monistrolio » (1155, manuscrit Desroches). La paroisse était dans le diocèse de Lyon. Ménetreuil dépendait de la Châtellenie de Cuisery.
La commune comportait trois seigneuries :
- Rambeau : la plus ancienne, avait appartenu à Jean de Charnez au XIVe siècle et tirait son nom de la femme de ce seigneur, Jeanne Ramboz, qui fonda en 1377 une chapelle en l'église de Ménetreuil ;
- Le Devu : elle avait appartenu aux sires du château de Brancion et s'était fondue, depuis longtemps, ainsi que celle de Rambeau, dans la baronnie de Montpont ;
- Montjay :  elle passa aux Fyot, eut son château « motte de Montjay et île sur la Sâne qui l'environne, pont-levis et pont dormant » (1578, Inventaire des fiefs). Un château du XVIIIe siècle, rebâti en 1730, ne fut démoli que de nos jours.

Ménetreuil, comme toutes les paroisses de la Bresse du sud usait du droit écrit.
Les terres faisaient partie de la baronnie de Montpont, avec sa tête, les seigneurs de ce nom. Il y eut ensuite la famille de Vienne ; à la fin du XVe siècle, la famille d'Hochberg, puis les d'Orléans, les Longueville. Au XVIe siècle, arrivèrent les Saulx-Tavannes.

### Période moderne
En 1702, le fief fut repris par les Fyot de La Marche.
Claude Fyot de La Marche, baron de Montpont, fit intervenir l'architecte Edme Verniquet pour son château de Montjay (dont il ne reste rien de nos jours), reconstruit vers 1730 près du confluent des deux Sânes.
La paroisse de Ménetreuil était alors comprise dans l'archiprêtré de Bâgé, du diocèse de Lyon.
La justice de Ménetreuil dépendait du bailliage de Chalon, et plus particulièrement de Claude Vitte, avocat à la cour et lieutenant au bailliage de Chalon.

## Politique et administration

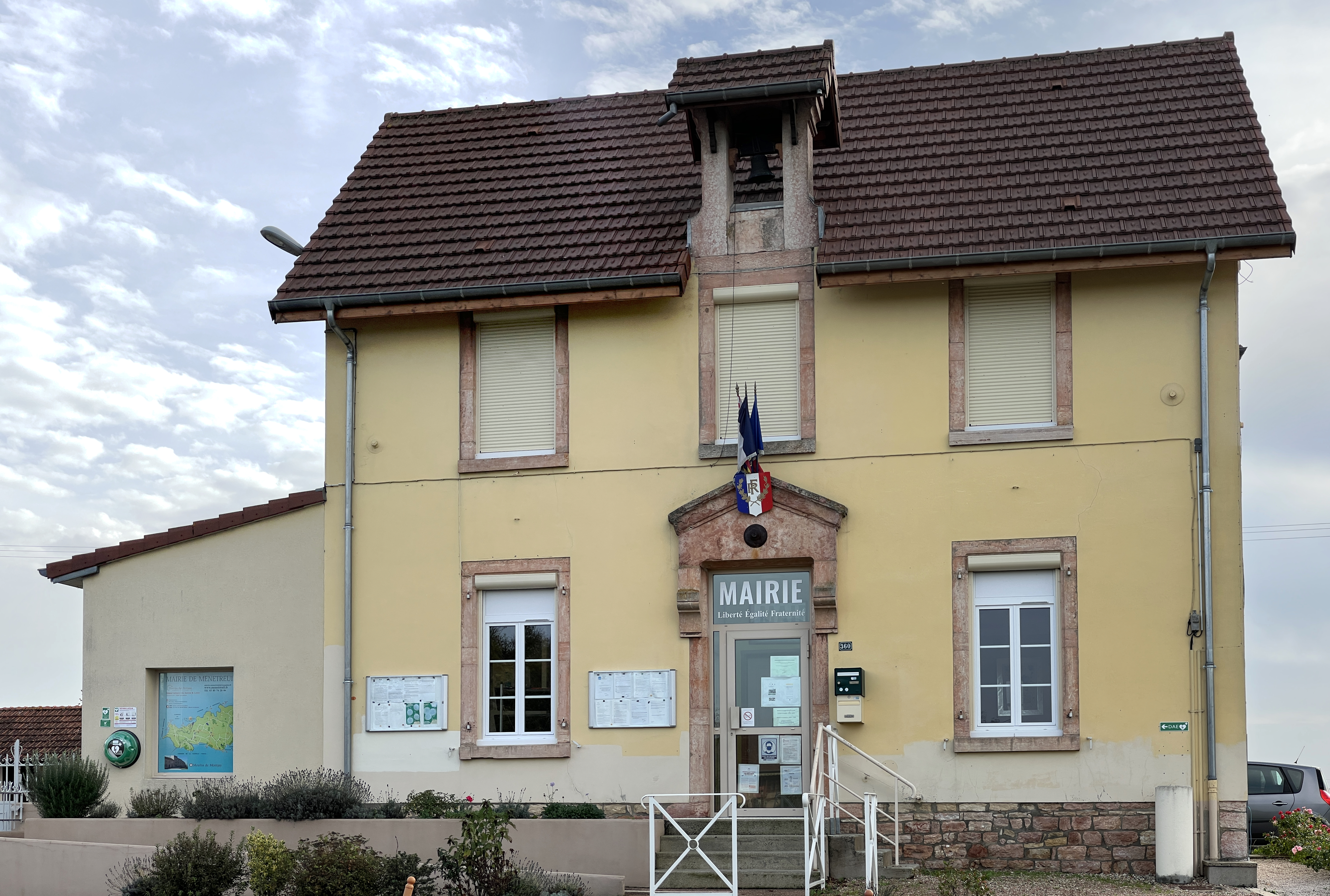
Mairie.

### Tendances politiques et résultats

#### Élections présidentielles
Le village de Ménetreuil place en tête à l'issue du premier tour de l'élection présidentielle française de 2017, Marine Le Pen (RN) avec 30,70  % des suffrages. Mais lors du second tour, Emmanuel Macron (LaREM) est en tête avec 57,49 %.

#### Élections législatives
Le village de Ménetreuil faisant partie de la quatrième circonscription de Saône-et-Loire, place lors du 1er tour des élections législatives françaises de 2017, Cécile Untermaier (PS) avec 24,83 % ainsi que lors du second tour avec 51,52 % des suffrages.

#### Élections régionales
Le village de Ménetreuil place la liste « Pour la Bourgogne et la Franche-Comté » menée par Gilles Platret (LR) à égalité avec celle menée par Julien Odoul (RN), dès le 1er tour des élections régionales de 2021 en Bourgogne-Franche-Comté, avec 25 % des suffrages. Mais lors du second tour, les habitants décideront de placer la liste de « Notre Région Par Cœur » menée par Marie-Guite Dufay, présidente sortante (PS) en tête, avec cette fois-ci, près de 38,24 % des suffrages. Devant les autres listes menées par Julien Odoul (RN) en seconde position avec 26,47 %, Gilles Platret (LR), troisième avec 23,53 % et en dernière position celle de Denis Thuriot (LaREM) avec 11,76 %. Il est important de souligner une abstention record lors de ces élections qui n'ont pas épargné le village de Ménetreuil avec lors du premier tour 78,29 % d'abstention et au second, 75,09 %.

#### Élections départementales
Le village de Ménetreuil faisant partie du canton de Cuiseaux place le binôme de Frédéric Cannard (DVG) et Sylvie Chambriat (DVG), en tête, dès le 1er tour des élections départementales de 2021 en Saône-et-Loire avec 45 % des suffrages. Lors du second tour, les habitants décideront de placer de nouveau le binôme de Frédéric Cannard (DVG) et Sylvie Chambriat (DVG), en tête, avec cette fois-ci, près de 56,72 % des suffrages. Devant l'autre binôme menée par Sébastien Fierimonte (DIV) et Carole Rivoire-Jacquinot (DIV) qui obtient 43,28 %. Il est important de souligner une abstention record lors de ces élections qui n'ont pas épargné le village de Ménetreuil avec lors du premier tour 78,29 % d'abstention et au second, 74,73 %.

### Liste des maires de Ménetreuil
| Période                                  | Période       | Identité            | Étiquette | Qualité |
| ---------------------------------------- | ------------- | ------------------- | --------- | ------- |
| mars 1971                                | mars 2008     | Fernand Vivant      | PRG       |         |
| mars 2008                                | décembre 2016 | Pascale Billet      |           |         |
| 1er janvier 2017                         | en cours      | Jean-Pierre Gallien |           |         |
| Les données manquantes sont à compléter. |               |                     |           |         |

## Démographie
L'évolution du nombre d'habitants est connue à travers les recensements de la population effectués dans la commune depuis 1793. Pour les communes de moins de 10 000 habitants, une enquête de recensement portant sur toute la population est réalisée tous les cinq ans, les populations de référence des années intermédiaires étant quant à elles estimées par interpolation ou extrapolation. Pour la commune, le premier recensement exhaustif entrant dans le cadre du nouveau dispositif a été réalisé en 2006.

En 2022, la commune comptait 410 habitants, en stagnation par rapport à 2016 (Saône-et-Loire : −1,06 %, France hors Mayotte : +2,11 %).
| 1793 | 1800 | 1806 | 1821 | 1831 | 1836 | 1841 | 1846 | 1851  |
| ---- | ---- | ---- | ---- | ---- | ---- | ---- | ---- | ----- |
| 819  | 902  | 873  | 894  | 925  | 893  | 950  | 990  | 1 020 |

| 1856  | 1861 | 1866 | 1872 | 1876 | 1881 | 1886  | 1891  | 1896  |
| ----- | ---- | ---- | ---- | ---- | ---- | ----- | ----- | ----- |
| 1 002 | 947  | 918  | 960  | 999  | 998  | 1 009 | 1 048 | 1 025 |

| 1901 | 1906 | 1911 | 1921 | 1926 | 1931 | 1936 | 1946 | 1954 |
| ---- | ---- | ---- | ---- | ---- | ---- | ---- | ---- | ---- |
| 979  | 953  | 967  | 892  | 844  | 798  | 743  | 696  | 647  |

| 1962 | 1968 | 1975 | 1982 | 1990 | 1999 | 2006 | 2011 | 2016 |
| ---- | ---- | ---- | ---- | ---- | ---- | ---- | ---- | ---- |
| 554  | 513  | 451  | 396  | 357  | 338  | 350  | 405  | 410  |

| 2021 | 2022 | - | - | - | - | - | - | - |
| ---- | ---- | - | - | - | - | - | - | - |
| 410  | 410  | - | - | - | - | - | - | - |

## Culture locale et patrimoine

### Lieux et monuments
- Les prés de Ménetreuil et milieux humides de Bresse, nom donné à un site géré par le Conservatoire d'espaces naturels de Bourgogne[Note 3]. Le site consiste en une prairie humide bordée par la Sâne Morte et traversée par un bief correspondant à l'ancien lit de la rivière[24].
- L'église, placée sous le vocable de saint Pierre, dont le chœur est du XIVe siècle, et qui a subi d'importants travaux de restauration en 1880. Édifiée dans un axe nord-sud, elle est bâtie en briques et se compose d'une nef (unique) à trois travées, précédée d'un clocher-porche, et d'un chœur pentagonal précédé lui-même d'une travée étroite. Une sacristie moderne s'ouvre à droite du chœur. Le clocher est la seule partie de l'édifice remontant à l'église antérieure (mais pourvu d'une façade moderne, avec rosace, comportant un étage à beffroi, éclairé sur chaque face par deux fenêtres en cintre brisé, que coiffe un cordon dessinant un motif triangulaire).
- Le moulin de Montjay, qui abrite depuis 2010 une antenne de l’Écomusée de la Bresse bourguignonne : la Maison de l'eau, consacrée au thème de l’eau en Bresse et aux milieux humides (lieu rebaptisé en 2023 « Musée-moulin de Ménetreuil »[25]). La Seille y occupe une place de choix, puisqu'elle est présentée sous différents aspects, historiques et écologiques. La visite, conçue à destination des milieux scolaires, est un outil de sensibilisation à la connaissance et à la protection de l’environnement proche[26].
- Le site de l'ancien château de Montjay, aujourd'hui disparu[27].

### Le Sport
Ménetreuil a possédé son club de football (L'AS Ménetreuil) de 1984 à 2002 et de 2008 à 2010.

## Pour approfondir